# Mesopsis hessei
Mesopsis hessei är en insektsart som beskrevs av Boris Petrovich Uvarov 1929. Mesopsis hessei ingår i släktet Mesopsis och familjen gräshoppor. Inga underarter finns listade i Catalogue of Life.